# Gilocourt
Gilocourt ist eine französische Gemeinde mit 629 Einwohnern (Stand: 1. Januar 2022) im Département Oise in der Region Hauts-de-France. Sie gehört zum Arrondissement Senlis und zum Kanton Crépy-en-Valois. 

## Geographie
Gilocourt liegt etwa 28 Kilometer ostnordöstlich von Senlis und etwa 19 Kilometer südsüdöstlich von Compiègne. Die Automne fließt an der südlichen Grenze entlang. Umgeben wird Gilocourt von den Nachbargemeinden Orrouy im Norden und Westen, Morienval im Osten, Feigneux im Süden und Südosten sowie Béthancourt-en-Valois im Süden.

## Einwohner
| 1962                      | 1968 | 1975 | 1982 | 1990 | 1999 | 2006 | 2013 |
| ------------------------- | ---- | ---- | ---- | ---- | ---- | ---- | ---- |
| 354                       | 329  | 322  | 434  | 543  | 580  | 588  | 625  |
| Quelle: Cassini und INSEE |      |      |      |      |      |      |      |

## Sehenswürdigkeiten
Siehe auch: Liste der Monuments historiques in Gilocourt
- Kirche Saint-Martin, Ende des 11. Jahrhunderts erbaut, seit 1948 Monument historique (siehe auch: Taufbecken (Gilocourt))
- Schloss Gilocourt

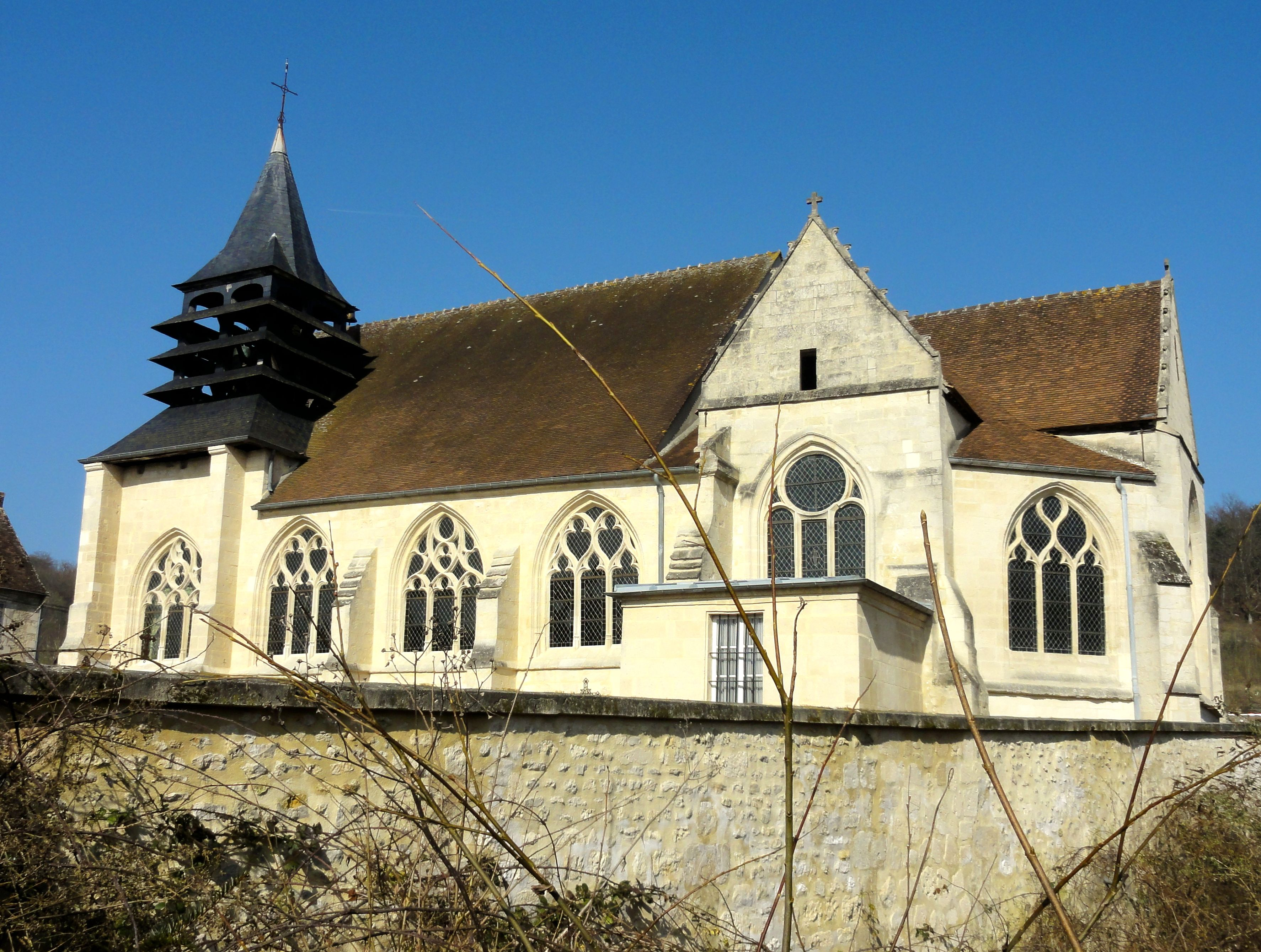
Kirche Saint-Martin
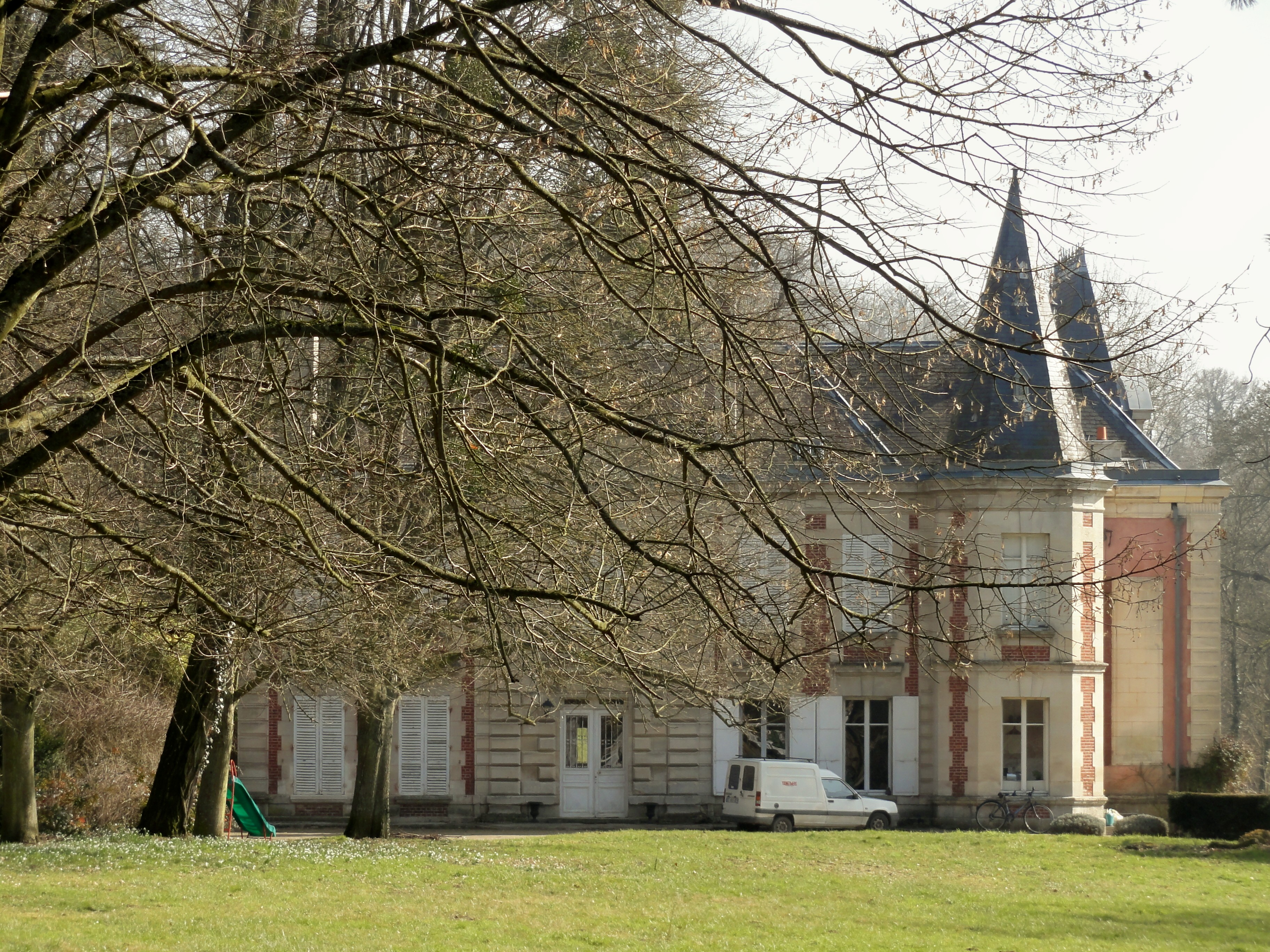
Schloss Gilocourt